# Nimbacinus peterbridgei
Nimbacinus peterbridgei is een uitgestorven buidelwolf die in het Oligoceen op het Australische continent leefde. 

## Etymologie
De soort werd vernoemd naar de Australische mineraloog Peter Bridge.

## Fossiele vondsten
Fossielen van Nimbacinus peterbridgei zijn gevonden bij de White Hunter Site in Riversleigh in het noordwesten van Queensland. De vondsten dateren uit het Laat-Oligoceen.

## Kenmerken
Nimbacinus peterbridgei was iets groter dan een gevlekte buidelmarter met een geschat gewicht van 3,7 kg. De soort was een gegeneraliseerd roofdier met de focus op kleine zoogdieren. 